# Томас Икинс
Томас Каупертвејт Икинс (Филаделфија, 25. јул 1844 — Филаделфија, 25. јун 1916) био је амерички реалистички сликар, фотограф, вајар и педагог ликовних уметности. Он је широко признат као један од најзначајнијих америчких уметника.
Током целе своје професионалне каријере, од раних 1870-их па све до почетка погоршања здравља око 40 година касније, Икинс је радио теме из живота, бирајући људе из свог родног града Филаделфије. Насликао је неколико стотина портрета пријатеља, чланова породице или истакнутих личности из уметности, науке, медицине и свештенства. Снимљени en masse, портрети нуде преглед интелектуалног живота савремене Филаделфије крајем 19. и почетком 20. века.
Поред тога, Икинс је насликао низ великих слика које су портрет извеле из салона у канцеларије, улице, паркове, реке, арене и хируршке амфитеатре његовог града. Ова активна места на отвореном омогућила су му да слика тему која га је највише инспирисала: голу или лагано обучену фигуру у покрету. У том процесу, могао је да моделира облике тела на пуној сунчевој светлости и да ствара слике користећи своје студије у перспективи. Икинс се живо интересовао за нову покретну фотографију, област у којој се сада сматра иноватором.
Икинс је такође био просветни радник са великим утицајем на америчку уметност. Тешкоће са којима се сусретао као уметник биле су због покушаја да реалистично слика портрете и фигуре, али су скандали у понашању и сексуални скандали умањили његов успех и довели у питање његов углед.
Икинс је био контроверзна личност чији је рад добио мало признања током његовог живота. Од његове смрти, амерички историчари уметности га славе као „најјачег, најдубљег реалисту у америчкој уметности деветнаестог и почетка двадесетог века“.

## Младост и образовање
Икинс је рођен и већи део свог живота провео у Филаделфији. Био је прво дете Каролине Каупертвејт Икинс, жене енглеског и холандског порекла, и Бенџамина Икинса, учитеља писања и наставника калиграфије шкотског и ирског порекла. Његов отац је одрастао на фарми у Вали Форџу, у Пенсилванији, као син ткача. Био је успешан у својој професији и преселио се у Филаделфију почетком 1840-их како би одгојио породицу. Томас Икинс је посматрао свог оца на послу и са дванаест година је показао вештину у прецизном цртању линија, перспективи и коришћењу мреже за пажљиво исцртавање дизајна; све вештине које је касније применио у својој уметности.
Икинс је уживао у веслању, клизању, пливању, рвању, једрењу и гимнастици; касније је користио ове теме у свом сликарству и подстицао их код својих ученика. Икинс је похађао Централну средњу школу у Филаделфији, водећу јавну школу за примењене науке и уметност у граду, где се истакао у машинском цртању. Томас је у средњој школи упознао колегу уметника и доживотног пријатеља Чарлса Луиса Фасела, а поново су се срели на Пенсилванијској академији ликовних уметности у Филаделфији, где се Томас уписао 1861. године. На Пенсилванијској академији ликовних уметности, Икинс је уписао курсеве анатомије и сецирања на Медицинском колеџу Џеферсон од 1864. до 1865. године. Неко време је обављао очеву професију и био је наведен у градским именицима као наставник писања. Његово научно интересовање за људско тело навело га је да размисли о томе да постане хирург.
Икинс је потом студирао уметност у Европи од 1866. до 1870. године, између осталог и код Жан-Леона Жерома у Паризу; био је тек други амерички ученик француског реалистичког сликара, који је био познат као мајстор оријентализма. Икинс је такође похађао атеље Леона Боната, реалистичког сликара који је наглашавао анатомску прецизност, методу коју је Икинс прилагодио. Док је студирао на Школи лепих уметности, чини се да није показивао велико интересовање за нови импресионистички покрет, нити је био импресиониран оним што је доживљавао као класичне претензије Француске академије. Већ са 24 године, „голотиња и истинитост биле су повезане необичном блискошћу у његовом уму“. Ипак, његова жеља за истинитошћу била је шира, а писма кући у Филаделфију откривају страст према реализму која је укључивала, али није била ограничена на, проучавање фигуре.
Путовање у Шпанију на шест месеци потврдило је његово дивљење према реализму уметника као што су Дијего Веласкез и Хосе де Рибера. У Севиљи је 1869. године насликао Кармелиту Рекењу, портрет седмогодишње ромске плесачице слободније и живописније насликану од његових париских студија. Иако није успео да се упише на формални студијски програм и није излагао радове на европским салонима, Икинс је успео да усвоји технике и методе француских и шпанских мајстора и почео је да формулише своју уметничку визију коју је демонстрирао у својој првој већој слици по повратку у Америку.

## Каријера
Икинсови први радови по повратку из Европе обухватали су велику групу веслачких сцена, укупно једанаест уља и акварела, од којих је први и најпознатији „Макс Шмит у једноседу“ (1871; такође познат као „Шампион у једноседу“ ). И његова тема и његова техника привукли су пажњу. Његов избор савременог спорта био је „шок за уметничке конвенционалности града“. Икинс се сместио на слици, у чамцу иза Шмита, са именом уписаним на чамцу.
Његова прва позната продаја био је акварел „Веслач“ (1874). Већина критичара је оценила веслачке слике као успешне и повољне, али након почетног успеха, Икинс се никада није вратио теми веслања и прешао је на друге спортске теме.
У исто време када је направио ове почетне подухвате у области тематике спољашњости, Икинс је створио серију домаћих викторијанских ентеријера, често са својим оцем, сестрама или пријатељима као темом. „Кућна сцена“ (1871), „Елизабет за клавиром“ (1875), „Шахисти“ (1876) и „Елизабет Кроуел и њен пас“ (1874), свака мрачне тоналности, фокусира се на несентименталну карактеризацију појединаца који усвајају природне ставове у својим домовима.
У том духу је 1872. године насликао свој први портрет великих размера, Катрин, на којем се сликарка, Катрин Кроуел, види у пригушеном светлу како се игра са мачетом. Године 1874, Икинс и Кроуелова су се верили и били верени до 1879. године, када је Кроуелова умрла од менингитиса.

### Настава и присилна оставка
Икинс се вратио у академију Пенсилваније да предаје 1876. године као волонтер након отварања нове зграде школе. Постао је плаћени професор 1878. године, а до положаја директора је дошао 1882. године. Његове методе наставе биле су контроверзне: није било цртања према античким одливцима, а студенти су добијали само кратку обуку са угљем, након чега је убрзо уследило упознавање са сликарством, како би што пре схватили теме у правим бојама. Подстицао је студенте да користе фотографију као помоћ у разумевању анатомије и проучавању кретања и забранио је наградна такмичења.
Најзначајније је било његово интересовање за подучавање свих аспеката људске фигуре, укључујући анатомско проучавање људског и животињског тела и хируршко сецирање; постојали су и ригорозни курсеви о основама форме и студије перспективе које су укључивале математику. Признајући Икинсову стручност, његов пријатељ, вајар Вилијам Рудолф О'Донован, 1891. године га је замолио да сарађује на наруџбини за израду бронзаних коњичких рељефа Абрахама Линколна и Јулисиза С. Гранта, за Капију војника и морнара на Великом тргу војске у Бруклину.
Захваљујући Икинсовој посвећености раду из живота, академијски програм студија је почетком 1880-их био најлибералнији и најнапреднији на свету. 
Своју наставничку филозофију је изнео отворено: „Учитељ може врло мало да учини за ученика и требало би да буде захвалан само ако га не омета... и што је већи учитељ, то мање може да каже.“ Веровао је да жене треба да „преузму професионалне привилегије“ као што су то чинили мушкарци. Жене су имале приступ мушким моделима (који су били голи, али су носили кецеље).
Граница између непристрасности и сумњивог понашања била је танка. Када је студенткиња, Амелија Ван Бурен, питала о покретима карлице, Икинс ју је позвао у свој студио, где се свукао и „дао јој објашњење какво не бих могао дати само речима“. Такви инциденти, заједно са амбицијама његових млађих сарадника да га смене и сами преузму школу, створили су тензије између њега и управног одбора академије. На крају је био приморан да поднесе оставку 1886. године, због скидања кецеље са мушког модела на часу где су биле присутне ученице.
Присилна оставка била је велики ударац за Икинса. Његова породица је била подељена, а његова тазбина је стала на његову страну у јавном спору. Борио се да заштити своје име од гласина и лажних оптужби, имао је нападе лошег здравља и претрпео понижење које је осећао до краја живота. Приручник за цртање који је написао и за који је припремио илустрације остао је недовршен и необјављен током његовог живота. Икинсова популарност међу студентима била је таква да је велики број њих напустио академију и формирао Лигу студената уметности у Филаделфији (1886–1893), где је Икинс касније предавао. Тамо је упознао студента Семјуела Мареја, који ће постати његов штићеник и доживотни пријатељ. Такође је предавао и на бројним другим школама, укључујући Лигу студената уметности Њујорка, Националну академију за дизајн, колеџ Купер Јунион и Удружење студената уметности у Вашингтону. Отпуштен у марту 1895. године од стране Дрексел института у Филаделфији због поновног коришћења потпуно голог мушког модела, постепено се повукао из наставе 1898. године.

### Фотографија
Икинсу се приписује заслуга за „увођење камере у амерички уметнички студио“. Током студија у иностранству, упознао се са употребом фотографије од стране француских реалиста, иако традиционалисти и даље нису одобравали употребу фотографије као пречицу.
Крајем 1870-их, Икинс се упознао са фотографским студијама кретања Едварда Мајбриџа, посебно са студијама коња, и заинтересовао се за коришћење камере за проучавање секвенцијалног кретања. Године 1883, Мајбриџ је одржао предавање на академији, које су организовали Икинс и Ферман Роџерс, члан управног одбора Универзитета у Пенсилванији. Група становника Филаделфије, укључујући проректора Пен универзитета Вилијама Пепера и издавача Џ. Б. Липинкота, регрутовали су Мајбриџа да ради под њиховим спонзорством. Године 1884, Икинс је кратко радио заједно са Мајбриџом у његовом фотографском студију у Филаделфији.
Икинс је убрзо извео сопствене независне студије покрета, обично укључујући и нагу фигуру, па је чак развио и сопствену технику за снимање покрета на филму. Док се Мајбриџов систем ослањао на низ камера које су се активирале да би се направио низ појединачних фотографија, Икинс је преферирао да користи једну камеру за прављење низа експозиција постављених на један негатив. Икинс је био више заинтересован за прецизна мерења на једној слици како би помогао у превођењу покрета у слику, док је Мајбриџ преферирао одвојене слике које је такође могао да прикаже његов примитивни филмски пројектор.
Након што је Икинс набавио камеру 1880. године, познато је да су неколико слика, као што су „Крпљење мреже“ (1881) и „Аркадија“ (1883), барем делимично изведене из његових фотографија. 
Одличан пример Икинсовог коришћења ове нове технологије је његова слика „Мајско јутро у парку“, која се у великој мери ослањала на фотографске студије покрета како би приказала прави ход четири коња који вуку кочију покровитеља Роџерса. Али на типичан начин, Икинс је такође користио воштане фигуре и уљане скице како би постигао жељени коначни ефекат.
Такозвана „Гола серија“, која је почела 1883. године, биле су фотографије голих студената и професионалних модела које су снимљене да би се приказала права људска анатомија из неколико специфичних углова, и често су биле окачене и изложене за проучавање у школи. Касније су заузимане мање регулисане позе у затвореном и напољу, мушкараца, жена и деце, укључујући и његову жену. Најпровокативније, и једине које су комбиновале мушкарце и жене, биле су голе фотографије Икинса и женског модела. Иако су сведоци и пратиоци обично били присутни, а позе су углавном биле традиционалне природе, сама количина фотографија и Икинсово отворено приказивање истих можда су поткопали његов углед у академији. Укупно се око осамсто фотографија сада приписује Икинсу и његовом кругу, од којих је већина студија фигура, и одевених и голих, и портрета. Ниједан други амерички уметник његовог времена није се могао поредити са Икинсовим интересовањем за фотографију, нити је створио упоредив опус фотографских дела.
Икинс је користио фотографију и за своје приватне потребе. Поред голих мушкараца и жена, фотографисао је и голу децу. Док су фотографије голих одраслих више уметнички компоноване, млађа деца и бебе су сликане мање формално. Ове фотографије, које су „набијене сексуалним призвуком“, како пишу Сузан Денли и Шерил Лајболд, приказују неидентификовану децу. У каталогу Икинсове колекције у Академији ликовних уметности Пенсилваније, фотографија број 308 приказује афроамеричко дете које се одмара на каучу и позира као Венера. И Саидија Хартман и Фред Мотен пишу, респективно, о фотографији и детету на њој.

### Портрети
Према речима једног рецензента из 1876. године: „Портрет др Гроса је велико дело — не знамо ништа веће што је икада изведено у Америци“.
За Икинса, портретисање није било од великог интереса. Пружало је прилику да се открије карактер појединца кроз моделирање чврстог анатомског облика. То је значило да, упркос свом младалачком оптимизму, Икинс никада неће бити комерцијално успешан портретиста, јер је добијао мало плаћених наруџбина. Али његов укупан опус од око двеста педесет портрета карактерише „бескомпромисна потрага за јединственим људским бићем“.
Често је ова потрага за индивидуалношћу захтевала да субјект буде насликан у свом свакодневном радном окружењу. Икинсов „Портрет професора Бенџамина Х. Ренда“ (1874) био је прелудијум ономе што многи сматрају његовим најважнијим делом.
На слици „Гросова клиника“ (1875), познати филаделфијски хирург, др Самјуел Д. Грос, председава операцијом уклањања дела болесне кости са пацијентове бутине у амфитеатру препуном студената на Медицинском колеџу Џеферсон. Икинс је провео скоро годину дана радећи на слици и вероватно је имао циљ да створи грандиозно дело достојно излагања на Стогодишњој изложби 1876. године. Иако је одбијена за Уметничку галерију, слика је изложена на изложби у болници америчке војске. У оштрој супротности са тим, још један Икинсов рад, „Шахисти“, прихваћен је од стране одбора и наишао је на велико дивљење на стогодишњој изложби, а критичари су га похвалили.
„Гросова клиника“ (240 × 200 цм), једно је од највећих уметникових дела, а неки га сматрају и његовим најважнијим. Али ако се Икинс надао да ће импресионирати свој родни град сликом, биће разочаран; реакција јавности на слику реалистичног хируршког реза и настале крви била је у најбољем случају амбивалентна, и колеџ ју је коначно купио за неупечатљиву суму од 200 долара. Икинс ју је позајмио за наредне изложбе, где је изазвала бурне реакције, попут оне у Њујорк Дејли Трибјуну, који је и признао и осуђивао слику, „али што је више неко хвали, то више мора осудити њено увођење у галерију где мушкарци и жене слабих живаца морају бити приморани да је гледају. Јер немогуће је не гледати... Ова морбидна слика не постиже никакву сврху, не учи никакву лекцију – сликар показује своју вештину, а гледаоци се узбуђују – то је све.“ Колеџ је сада овако описује: „Данас се некада оклеветана слика слави као велика слика из историје медицине деветнаестог века, са једним од најлепших портрета у америчкој уметности“.
1876. године Икинс је завршио портрет др Џона Бринтона, хирурга болнице у Филаделфији, познатог по својој служби у Грађанском рату. Урађена у неформалнијем окружењу него Гросова клиника, била је то једна од омиљених слика Икинса, а часопис „The Art Journal“ је прогласио да је „у сваком погледу повољнији пример способности овог уметника него његова много помињана композиција која представља салу за сецирање“.
Други изузетни примери његових портрета укључују „Клинику Агњу“ (1889), која приказује другог еминентног америчког хирурга, др Дејвида Хејза Агњуа, како изводи мастектомију; „Деканов позив“ (1899), на којем су др Џејмс В. Холанд и професор Лесли В. Милер (1901), портрети просветних радника који стоје као да се обраћају публици; портрет Френка Хамилтона Кушинга (око 1895), на којој се види истакнути етнолог како изводи бајалицу у пуеблу Зуни; Професор Хенри А. Роуланд (1897), бриљантни научник чије је проучавање спектроскопије револуционисало његову област; „Антикварна музика“ (1900), на којој је госпођа Вилијам Д. Фришмут приказана како седи усред своје колекције музичких инструмената; и „Концертни певач“ (1890–1892), за коју је Икинс замолио Веду Кук да отпева „О, почивај у Господу“, како би могао да проучи мишиће њеног грла и уста. Да би реплицирао правилно распоређивање диригентске палице, Икинс је ангажовао оркестарског диригента да позира за руку која се види у доњем левом углу слике.
Од каснијих Икинсових портрета, многи су за своје субјекте узимали жене које су биле пријатељи или студенткиње. За разлику од већине приказа жена у то време, они су лишени гламура и идеализације. За слику „Портрет Летише Вилсон Џордан“ (1888), Икинс је насликао модел у истој вечерњој хаљини у којој ју је видео на забави. 
Портрет госпођице Амелије Ван Бурен (око 1890), пријатељице и бивше ученице, сугерише меланхолију сложене личности и назван је „најлепшим од свих америчких портрета“. Чак ни Сузан Макдауел Икинс, снажна сликарка и бивша студенткиња која се удала за Икинса 1884. године, није била сентиментализована: упркос богатству боја, „Уметникова жена и његов пас сетер“ (око 1884–1889) је изузетно искрен портрет.
Неки од његових најживописнијих портрета настали су из касне серије урађене за католичко свештенство, која је обухватала слике кардинала, надбискупа, бискупа и монсињора. Као и обично, већина модела је ангажована на Икинсов захтев, а портрети су им дати када их је Икинс завршио. На портретима Његове Еминенције Себастијана кардинала Мартинелија (1902), надбискупа Вилијама Хенрија Елдера (1903), и Монсињора Џејмса П. Тарнера (око 1906), Икинс је искористио бриљантне одежде службеника да анимира композиције на начин који није био могућ на његовим другим мушким портретима.
Дубоко погођен отпуштањем из академије, Икинс је своју каснију каријеру усмерио на портретисање. Његово непоколебљиво инсистирање на сопственој визији реализма, поред његове озлоглашености због школских скандала, заједно су утицали на његове приходе у каснијим годинама. Чак и док је овим портретима приступао са вештином високо обученог анатома, оно што је најзначајније јесте интензивно психолошко присуство његових модела. Међутим, управо због тога су његове портрете често одбијали аутори или њихове породице. Као резултат тога, Икинс је почео да се ослања на своје пријатеље и чланове породице да му буду модели за портрете. Његов портрет Волта Витмена (1887–1888) био је песников омиљени.

### Фигуре
Икинсово доживотно интересовање за фигуру, нагу или скоро нагу, попримило је неколико тематских облика. Слике веслања из раних 1870-их представљају прву серију студија фигура. На највећој Икинсовој слици на ту тему, „Браћа Биглин окрећу чамац“ (1873), мишићна динамика тела је најпотпуније обрађена.
На слици „Вилијам Раш и његов модел“ из 1877. године, насликао је женску голу фигуру као саставни део историјске теме. Стогодишњица изложбе из 1876. године помогла је у оживљавању интересовања за колонијалну Америку, а Икинс је учествовао са амбициозним пројектом који је користио студије уља, моделе од воска и дрвета, и коначно портрет 1877. године. Вилијам Раш је био прослављени колонијални вајар и бродорезбар, поштовани пример уметника-грађанина који је истакнуто утицао на грађански живот Филаделфије и оснивач Пенсилванијске академије ликовних уметности, где је Икинс почео да предаје.
Упркос искрено приказаном поштовању према Рашу, Икинсов третман људског тела поново је изазвао критике. Овог пута, незадовољство је изазвала гола манекенка и њена нагомилана одећа приказана у првом плану, док је Раш био спуштен у дубоке сенке у левој позадини. 
Када се много година касније вратио тој теми, наратив је постао личнији: у делу „Вилијам Раш и његов модел“ (1908), нестали су пратиља и детаљан ентеријер ранијег рада. Професионална дистанца између вајара и модела је елиминисана, а однос је постао интиман. У једној верзији слике из те године, акт је приказан спреда, док му са постоља за модел помаже уметник који јако подсећа на Икинса.
„Језеро за пливање“ (1884–1885) садржи Икинсове најбоље студије актова, у његовој најуспешније конструисаној слици на отвореном. Фигуре су ликови његових пријатеља и ученика, а укључују и аутопортрет. Дело је насликано по наруџбини, али је одбијено.
Крајем 1890-их, Икинс се вратио мушкој фигури, овог пута у урбанијем окружењу. „Одбројавање“ (1896), слика која приказује борбу боксера, била је његово друго највеће платно, али не и његова најуспешнија композиција. Исто се може рећи и за „Рваче“ (1899). Успешнија је била „Између рунди“ (1899), за који је боксер Били Смит позирао седећи у свом углу у Филаделфијској арени; заправо, за све главне фигуре позирали су модели који су рекреирали праву борбу. „Салутат“ (1898), композиција налик фризу у којој је главна фигура изолована, „једно је од Икинсових најбољих достигнућа у сликарству фигура“.
Иако је Икинс био агностик, насликао је Распеће 1880. године. 
У каснијим годинама, Икинс је упорно тражио од својих женских модела да позирају голе, пракса која би била готово забрањена у конвенционалном филаделфијском друштву. Неизбежно је било да му жеље буду осујећене.

## Лични живот и брак
Природа Икинсове сексуалности и њен утицај на његову уметност је предмет интензивне научне дебате. Јаки посредни докази указују на то да се током Икинсовог живота расправљало о томе да је имао хомосексуалне склоности, и нема сумње да су га привлачили мушкарци, што се види на његовим фотографијама и три главна слика где су мушке задњице у центру пажње: „Клиника Грос“, „Салутат“ и „Језеро за пливање“ . Последњи, у коме се појављује Икинс, све се више доживљава као сензуалан и аутобиографски.
Донедавно, главни Икинсови стручњаци су упорно негирали да је он хомосексуалац, а такве дискусије су биле маргинализоване. Иако још увек не постоји консензус, данас дискусија о хомоеротској жељи игра велику улогу у Икинсовим студијама. Откриће велике колекције Икинсових личних докумената 1984. године такође је подстакло поновно процењивање његовог живота.
Икинс је упознао Емили Сартејн, ћерку Џона Сартејна, док је студирао на академији. Њихова романса је пропала након што се Икинс преселио у Париз да студира, а она га је оптужила за неморал. Вероватно јој је Икинс рекао да често посећује места где се окупљају проститутке. Син Икинсовог лекара је такође известио да је Икинс био „веома раскалашен сексуално — отишао је у Француску, где нема морала, а француски морал му је савршено одговарао“.
Године 1884, у 40. години живота, Икинс се оженио Сузан Ханом Макдауел, ћерком гравера из Филаделфије. Две године раније, Икинсова сестра Маргарет, која је била његова секретарица и лична слушкиња, умрла је од тифуса. Претпоставља се да се Икинс оженио да би је заменио. Макдауел је имала 25 година када ју је Икинс упознао у галерији Хејзелтин где је 1875. године била изложена „Клиника Грос“ . За разлику од многих, била је импресионирана контроверзном сликом и одлучила је да студира код њега на академији, коју је похађала шест година, усвајајући трезан, реалистичан стил сличан стилу свог учитеља. Макдауел је била изузетна студенткиња и добитница Награде Мери Смит за најбољу слику уметнице која је уписала факултет.
Током њиховог брака без деце, сликала је само спорадично и већину времена проводила је подржавајући каријеру свог мужа, забављајући госте и студенте и верно га подржавајући у тешким временима са академијом, чак и када су се неки чланови њене породице ујединили против Икинса. Она и Икинс су делили страст према фотографији, и као фотографи и као субјекти сликања, и користили су је као алат за своју уметност. Такође је позирала нага за многе његове фотографије и фотографисала га. Обоје су имали одвојене студије у свом дому. Након Икинсове смрти 1916. године, вратила се сликарству, значајно доприносећи свом опусу све до 1930-их, у стилу који је постао топлији, опуштенији и светлијег тона. Умрла је 1938. године. Тридесет пет година након њене смрти, 1973. године, имала је своју прву самосталну изложбу у Академији ликовних уметности Пенсилваније.
У последњим годинама живота, Икинсов стални пратилац био је згодни вајар Самјуел Мареј, који је делио његово интересовање за бокс и бициклизам. Докази указују да је ова веза била емоционално важнија за Икинса него веза са супругом. 
Чини се да је Икинс током свог живота био привучен онима који су били ментално рањиви, а затим је злоупотребљавао те слабости. Неколико његових ученика је завршило живот у лудилу.

## Смрт и наслеђе
Икинс је умро 25. јуна 1916. године у 71. години и сахрањен је у Вудландсу, који се налази близу Универзитета Пенсилваније у Западној Филаделфији.
Икинс је доживео извесно признање касније у свом животу. Године 1902, постао је национални академик. Године 1914, продаја портретне студије Д. Хејза Агњуа за Клинику Агњу др Алберту К. Барнсу изазвала је велики публицитет када су кружиле гласине да је продајна цена била педесет хиљада долара. У ствари, Барнс је купио слику за четири хиљаде долара.
Годину дана након његове смрти, Икинс је почаствован меморијалном ретроспективом у Метрополитен музеју уметности, а 1917–1918. године Пенсилванска академија је следила тај пример. Сузан Макдауел Икинс је много учинила да сачува његов углед, укључујући и то што је Филаделфијском музеју уметности поклонила више од педесет уљаних слика свог мужа. Након њене смрти 1938. године, друга дела су распродата, а на крају је Џозеф Хиршхорн купио још једну велику колекцију уметничких дела и личног материјала, која је сада део колекције Музеја Хиршхорн. Икинсова кућа у северној Филаделфији је 1966. године стављена на Национални регистар историјских места, а кружни ток Икинс Овал, преко пута Филаделфијског музеја уметности, добио је име по уметнику. Године 1967, Трка браће Биглин (1872) је репродукована на поштанској марки Сједињених Држава. Његов рад је такође био део сликарског такмичења на Летњим олимпијским играма 1932. године.
Икинсов став према реализму у сликарству и његова жеља да истражи срж америчког живота показали су се утицајним. Подучавао је стотине ученика, међу којима су били његова будућа супруга Сузан Макдауел, афроамерички сликар Хенри Осава Танер и Томас Аншуц, који је, заузврат, подучавао Роберта Хенрија, Џорџа Лакса, Џона Слоуна и Еверета Шина, будуће чланове Ешкан школе, и друге реалисте и уметничке наследнике Икинсове филозофије. Иако његово име није познато свима и иако се Икинс током живота борио да зарађује за живот од свог рада, данас се сматра једним од најважнијих америчких уметника било ког периода.
Од 1990-их, Икинс се појавио као важна фигура у студијама сексуалности у историји уметности, како због хомоеротичности својих мушких актова, тако и због сложености својих ставова према женама. Контроверзе су обликовале велики део његове каријере као наставника и уметника. Инсистирао је на томе да мушкарце и жене учи „на исти начин“, користио је голе мушке моделе у женским часовима и обрнуто, и био је оптужен за злостављање ученица.

Недавна истраживања сугеришу да су ови скандали били засновани на више од „пуританске стидљивости“ његових савременика — како се некада претпостављало — и да су Икинсови прогресивни академски принципи можда штитили несвесне и сумњиве намере. Ове контроверзе су можда биле узроковане комбинацијом фактора као што су боемски дух Икинса и његовог круга у коме су студенти, на пример, понекад позирали једни другима голи.
- Портрет Мод Кук (1895), Уметничка галерија Универзитета Јејл
- Томас Икинс носи жену, 1885. Фотографија, круг Икинса

### Располагање имовином
Икинс није могао да прода много својих дела током свог живота, па је када је умро 1916. године, велики део уметничких дела прешао у власништво његове удовице, Сузан Макдауел Икинс. Пажљиво их је сачувала, донирајући неке од најјачих комада разним музејима. Када је она умрла 1938. године, велики део преостале уметничке имовине уништили су или оштетили извршитељи, а остатке је са закашњењем спасао бивши Икинсов студент. 
11. новембра 2006. године, одбор повереника Универзитета Томас Џеферсон пристао је да прода Гросову клинику Националној галерији уметности у Вашингтону и Музеју америчке уметности Кристал Бриџис у Бентонвилу, Арканзас, за рекордних 68 милиона долара, што је највиша цена за Икинсову слику, као и рекордна цена за појединачни портрет направљен у Америци. 21. децембра 2006. године, група донатора је пристала да понуди исту цену како би слика остала у Филаделфији. Наизменично се излаже у Музеју уметности у Филаделфији и у Академији ликовних уметности Пенсилваније.